# Vistasvagge

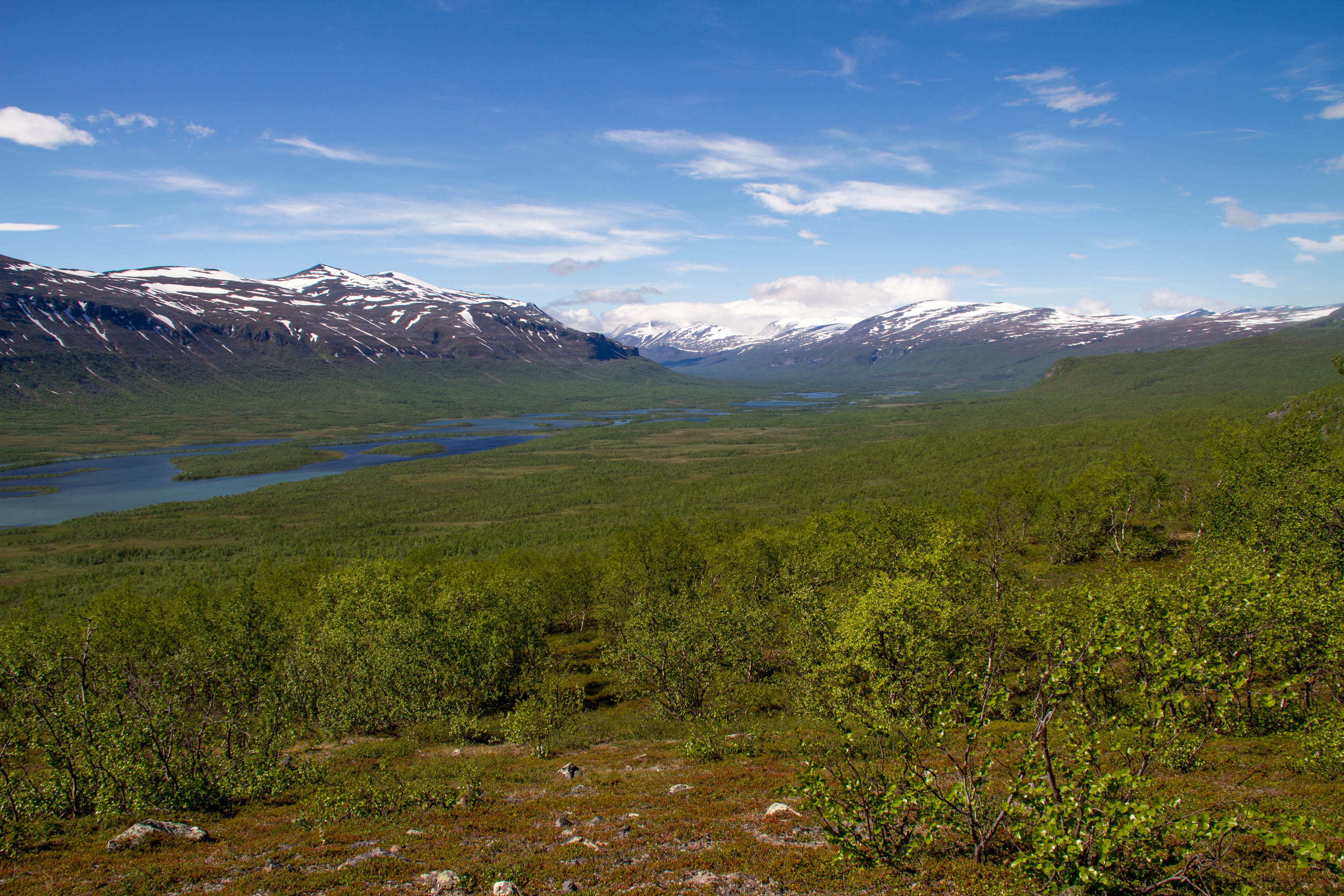
Vistasvagge, vy från sydost.

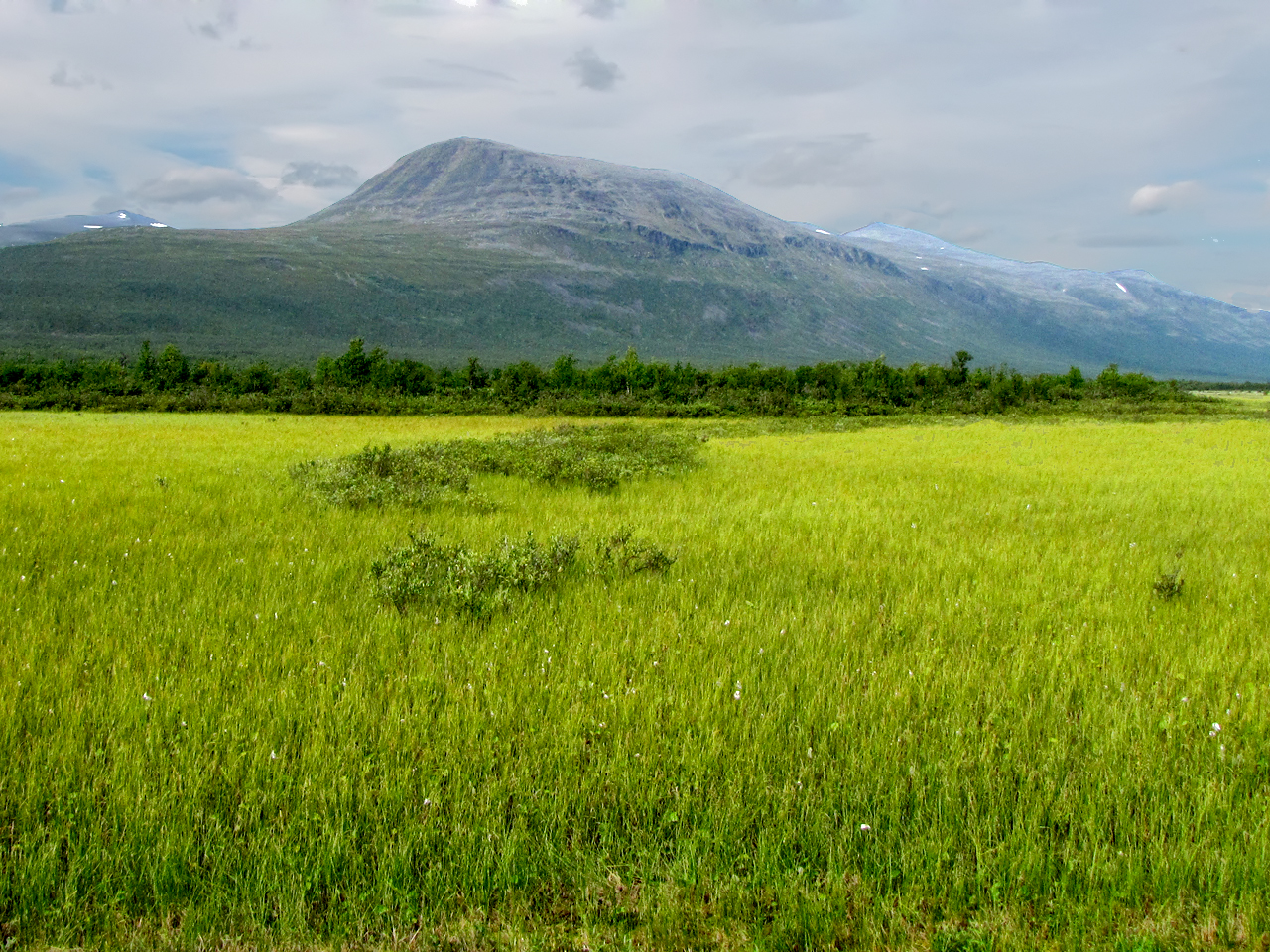
Södra delen av Vistasvagge.

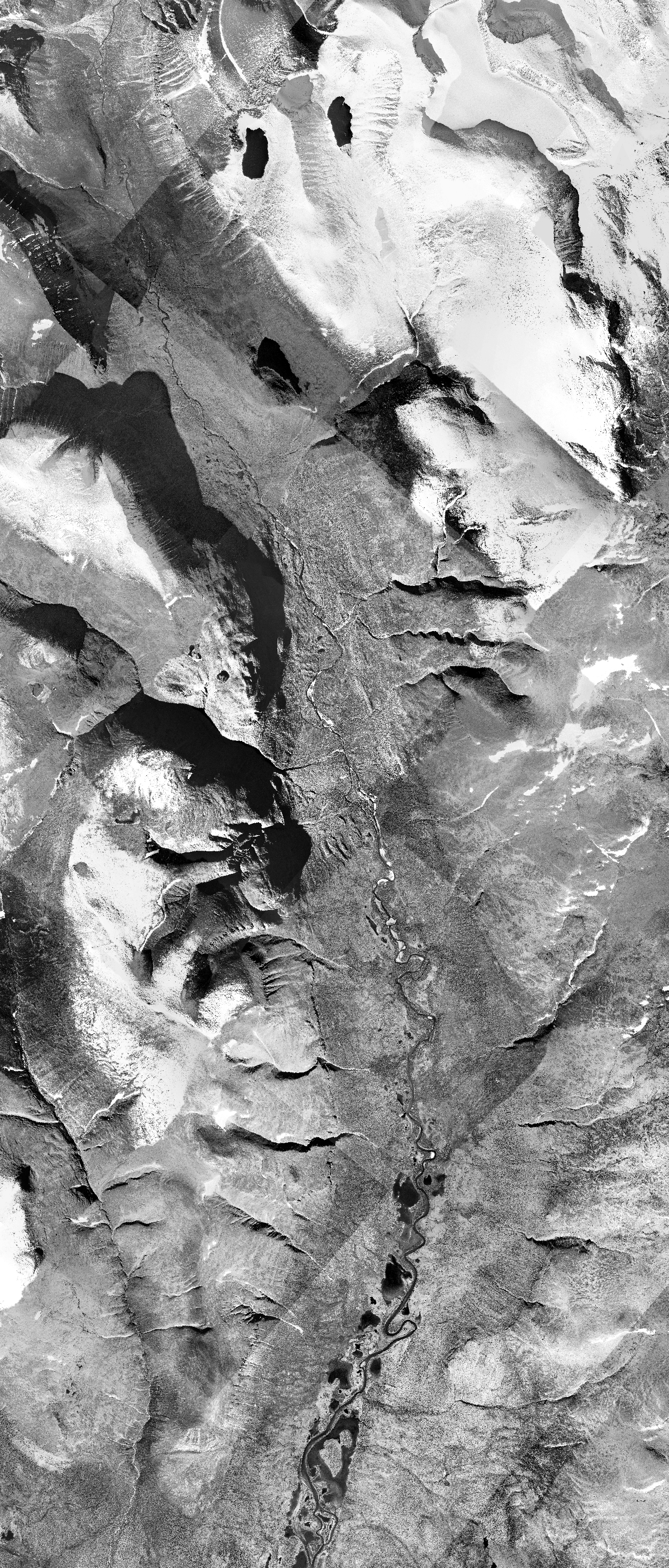
Flygfoto över Vistasvagge från cirka 1960.

Vistasvagge (nordsamiska: Visttasvággi) är en dalgång öster om Kebnekaisemassivet i Kiruna kommun, som sträcker sig i nordvästlig riktning från Paittasjärvi vid  Nikkaluokta. Dalen fortsätter mot nordväst med Unna Vistasvagge ("Lilla Vistasvagge") mot  Alesjaure.

## Vistasstugan
Svenska Turistföreningens första fjällhydda i Kebnekaiseområdet byggdes i Vistasdalen. Den nuvarande fjällstugan Vistas ligger vid Vistasjåkka (Vistasälven) längs vandringsleden mellan Alesjaure och Nikkaluokta (68°01′52″N 18°35′42″Ö / 68.031151°N 18.595047°Ö).